# Nederland op de Paralympische Winterspelen 2002
Nederland is een van de landen die deelnam aan de Paralympische Winterspelen 2002 in het Amerikaanse Salt Lake City.

## Medailleoverzicht
| Sport      | Paralympiër          | Onderdeel                    | Medaille |
| ---------- | -------------------- | ---------------------------- | -------- |
| Biatlon    | Marjorie van de Bunt | 7,5 km Klasse staand (v)     | Goud     |
| Langlaufen | Marjorie van de Bunt | 5 km Klasse Staand (v)       | Zilver   |
| Langlaufen | Marjorie van de Bunt | 10 km vrij Klasse Staand (v) | Zilver   |
| Langlaufen | Marjorie van de Bunt | 15 km vrij Klasse Staand (v) | Zilver   |

## Deelnemers en resultaten
(m) = mannen, (v) = vrouwen 

### Alpineskiën
| Paralympiër     | Onderdeel                   | Resultaat | Prestatie |
| --------------- | --------------------------- | --------- | --------- |
| Kjeld Punt      | Afdaling Klasse LW2 (m)     | 12de      | 1:36.68   |
| Kjeld Punt      | Reuzenslalon Klasse LW2 (m) | 13de      | 2:47.67   |
| Kjeld Punt      | Slalom Klasse LW2 (m)       | 12de      | 1:41.72   |
| Kjeld Punt      | Super-G Klasse LW2 (m)      | 13de      | 1:31.05   |
| Martijn Wijsman | Afdaling Klasse LW2 (m)     | 14de      | 1:37.23   |
| Martijn Wijsman | Reuzenslalon Klasse LW2 (m) | 10de      | 2:44.34   |
| Martijn Wijsman | Slalom Klasse LW2 (m)       | 5de       | 1:37.01   |
| Martijn Wijsman | Super-G Klasse LW2 (m)      | 17de      | 1:38.19   |

### Biatlon
| Paralympiër          | Onderdeel                | Resultaat | Prestatie      |
| -------------------- | ------------------------ | --------- | -------------- |
| Arnold Polderman     | 7,5 km Klasse Blind (m)  | 16de      | 24:56.4 Pen.:4 |
|                      |                          |           |                |
| Marjorie van de Bunt | 7,5 km Klasse Staand (v) | Goud      | 22:42.3 Pen.:0 |

### Langlaufen
| Paralympiër          | Onderdeel               | Resultaat | Prestatie |
| -------------------- | ----------------------- | --------- | --------- |
| Arnold Polderman     | 5 km Klasse B2 (m)      | 10de      | 15:42.3   |
| Arnold Polderman     | 10 km Klasse B2 (m)     | 8ste      | 27:38.6   |
|                      |                         |           |           |
| Marjorie van de Bunt | 5 km Klasse Staand (v)  | Zilver    | 16:26.9   |
| Marjorie van de Bunt | 10 km Klasse Staand (v) | Zilver    | 30:17.4   |
| Marjorie van de Bunt | 15 km Klasse Staand (v) | Zilver    | 49:22.8   |

Andorra · 
Armenië · 
Australië · 
Bulgarije · 
Canada · 
Chili · 
China · 
Denemarken · 
Duitsland · 
Estland · 
Finland · 
Frankrijk · 
Griekenland · 
Groot-Brittannië · 
Hongarije · 
Iran · 
Italië · 
Japan · 
Kazachstan · 
Korea · 
Kroatië · 
Nederland · 
Nieuw-Zeeland · 
Noorwegen · 
Oekraïne · 
Oostenrijk · 
Polen · 
Rusland · 
Slowakije · 
Spanje · 
Tsjechië · 
Verenigde Staten · 
Wit-Rusland · 
Zuid-Afrika · 
Zweden · 
Zwitserland